# 논현동 (서울)
논현동(論峴洞)은 대한민국 서울특별시 강남구에 속한 법정동이다. 행정동 논현1동, 논현2동으로 나뉘어 있다. 행정동 기준으로 동쪽으로는 삼성2동과 청담동, 서쪽으로는 서초구 반포1동과 잠원동, 남쪽으로는 역삼1동과 서초구 서초4동, 북쪽으로는 신사동과 압구정동을 접한다. 논현동의 면적은 2.72km2, 인구는 2001년 기준으로 48,917명, 인구밀도는 17,984명/km2이다.

## 이름의 유래
논현동의 유래는 논고개에서 붙여진 이름이다. 이 고개는 지금의 논현성당 근처이며 특히 강남우체국 위에서 반포아파트까지의 산골짜기 좌우 벌판이 논과 밭으로 연결되어 있었기 때문에 논고개라 부르게 되었다고 한다.

## 역사
조선시대에는 경기도 광주군 언주면 논현리였다. 1963년 1월 1일 서울특별시 행정구역 확장에 따라 서울특별시로 편입되면서 서울특별시 성동구 논현동이 되어 성동구 언주출장소 사평동사무소 관할이 되었다. 1970년 사평동사무소가 신사동사무소로 명칭이 변경되었고, 1973년 영동출장소 관할이 되었다가 1975년 10월 1일 강남구가 신설되면서 강남구 관할이 되었다. 1977년 신사동에서 논현동으로 분동되었으며, 1980년 논현동에서 학동이 분동되었고, 1982년 4월 10일 강남지역 일대의 구획정리 사업이 완료되면서 학동 지번 전체가 논현동으로 편입되었으며, 1985년 법정동으로서의 학동은 완전히 폐지되고 행정동 명칭만 존속하게 되었으나 1992년 명칭이 논현2동으로 바뀌었다. 논현동의 행정은 논현로를 경계로 논현1동과 논현2동이 나누어 맡고 있다.

## 행정 구역
| 법정동 | 행정동  |
| ------ | ------- |
| 논현동 | 논현1동 |
| 논현동 | 논현2동 |

## 특징
논현1동은 강남대로가 인접하여 유동인구가 많으며, 주거 중심 지역으로 생활 수준이 높다. 학동로에는 고급 가구 상가가 형성되어 있다.
논현2동은 공공기관과 업무용 빌딩, 금융기관 등이 밀집하여 고품질의 행정 수요가 요구되는 지역이다.

## 학동
마을 모양이 학과 같이 생겼다고 하여 학실(鶴室), 학곡(鶴谷), 학리(鶴里)라고 하던 광주군 언주면 학동(鶴洞)이 1914년 광주군 언주면 학리로 개편하였다. 1963년 서울특별시에 편입되어 성동구 학동이 되고, 1975년 신설 강남구에 편입되었다. 1980년 행정동 학동이 설치되었으나, 1982년 지번 전체를 논현동으로 편입하였고, 1985년 법정동 학동을 폐지하기에 이르렀다. 1992년 행정동 학동이 논현2동으로 개칭함으로써, 학동은 행정구역명에서 완전히 사라졌다.

## 철도
- 서울 지하철 3호선 신사역 (논현1동)
- 서울 지하철 7호선 강남구청역 (논현2동), 학동역 (논현2동), 논현역 (논현1동)
- 서울 지하철 9호선 선정릉역 (논현2동), 신논현역 (논현1동), 언주역 (논현2동)
- 수도권 전철 수인·분당선 강남구청역 (논현2동), 선정릉역 (논현2동)

## 주요 시설
- 학동초등학교
- 논현초등학교
- 언북중학교
- 서울세관
- 학동공원

## 같이 보기
- 대한민국의 행정 구역